# Zotero
Desculpe, não reconheço 1 = 200px
Zotero ([zoʊˈtɛroʊ]) é um software gerenciador de referências em software livre e de código aberto para gerenciar dados bibliográficos e materiais relacionados a pesquisa (como PDFs). Suas características principais são a integração com navegadores, sincronização online, geração de citações em texto, rodapés e bibliografias, bem como a integração com os processadores de texto Microsoft Word, LibreOffice, OpenOffice.org Writer e NeoOffice. É produzido pelo Centro de História e Novas Mídias (Center for History and New Media) da Universidade de George Mason (George Mason University (GMU)).

## História

### Zotero 1.0
O primeiro release do Zotero, 1.0.0b2.r1, esteve disponível em outubro de 2006 como um complemento para o navegador Firefox. O desenvolvimento do Zotero 1.0.x continuou até maio de 2009, quando Zotero 1.0.10 foi lançado.

### Zotero 2.0
Zotero 2.0, lançado em fevereiro de 2010, adicionou características online como metadados e sincronização de arquivos e bibliotecas de grupos. Incluiu também uma licença para modificação do Educational Community License para GPLv3. O desenvolvimento do Zotero 2.0.x continuou até outubro de 2010, quando Zotero 2.0.9 foi lançado.

### Zotero 2.1
Zotero 2.1, lançado em março de 2011, adicionou suporte ao CSL 1.0, compatibilidade com o Firefox 4, e Zotero Commons, através de material que pode ser carregado no Internet Archive.

### Zotero Independente
Zotero Independente, primeiro lançamento em janeiro de 2011 como software beta, permite que o Zotero funcione como um programa independente fora do Firefox. Utilizando XULRunner, Zotero Independente está disponível para Windows, GNU/Linux and Mac OS X. Estão disponíveis conectores que integram o Zotero Independente com navegadores como Safari e Chrome.

### Zotero 3.0
Zotero 3.0, lançado em janeiro de 2012, inclui versão estável do zotero Independentes bem como várias outras características, como uma nova integração entre Word e LibreOffice e o controle de duplicatas.

### Zotero 4.0
A nova versão do Zotero, lançada em abril de 2013, traz as seguintes funcionalidades- Abreviação automática de títulos de periódicos (antes havia uma campo a ser preenchido com a abreviação e outro com o título por extenso)- Até seis cores para colorir Tags- Sincronização por demanda- Atualização automática dos estilos- Mostra detalhada do download feito (incluindo a pasta onde referência está sendo incluida).

### Zotero 5.0
Lançado em julho de 2017, eliminou o plugin Firefox, substituindo-o por um conector Firefox para o novo produto autônomo, que agora era simplesmente marcado como o aplicativo Zotero. Os Conectores Zotero para Chrome e Safari também foram renovados e receberam recursos adicionais. Uma atualização pontual também introduziu um novo reconhecimento PDF, usando um serviço web projetado para Zotero-desenhado que não depende do Google Scholar, para recuperar metadados para arquivos PDF

### Zotero 6.0
A versão 6 é apresentada como um grande lançamento, com muitas características novas:
- Abrir os PDFs em um novo leitor embutido dentro da janela principal do Zotero, em uma nova interface com abas
- Limpar metadados para itens enquanto visualiza os PDFs
- Marcar os PDFs com destaques, notas e anotações de imagem

## Características
Em muitos websites como catálogos de bibliotecas, PubMed, Google Scholar, Google Books, Amazon.com, Wikipedia e websites de editoras, Zotero mostra um ícone quando um livro, artigo ou outra fonte esta sendo vista. Ao clicar neste ícone, as informaçãoes completas da  referência são salvas na biblioteca do Zotero. Zotero também pode salvar cópia de uma página web, ou, no caso de artigos científicos, uma cópia do arquivo completo em pdf. Usuários podem adicionar notas, tags, anexos e seus próprios metadados. Pode-se exportar bibliografias formatadas apenas selecionando as referências desejadas na biblioteca do zotero, bem como formar relatórios a partir destas referências juntamente com anotações criadas pelo usuário.

### Formato de Citação
Zotero foi o primeiro a adotar o Citation Style Language e mantém o Repositório de Estilos do Zotero, principal repositório de estilos CSL. Usuários podem gerar citações e bibliografias através de complementos para processadores de texto ou diretamente no Zotero.

## Etimologia
O nome 'Zotero' deriva de um verbo Albanês significando "Dominar".